# Master (ljudteknik)
Master (engelska för original, originalkopia) blir till när en inspelning eller ett ljudstycke är färdigbearbetat och finjusterat. I masteringsfasen har materialet passerat en equalizer och maximerats i ljudnivå. En master är således den slutliga versionen av produktionen.